# 恒生銀行大廈
恒生银行大厦，原名森茂國際大廈（英文：Sen Mao International Building），2000年至2010年間曾命名上海滙豐大廈，是中国上海浦东新区陆家嘴银城中路101号的一幢摩天大樓。

## 历史
大厦位於上海浦东陆家嘴金融贸易区，在1999年建成。大廈共有46層，高203.4米，大樓建成後香港上海滙豐銀行有限公司向業主以3300萬美元向發展商-日本森大廈公司購入第34-36層、地面其中一個商舖及命名權和標識權，並成為香港上海滙豐銀行有限公司在中國大陸的總辦事處，地面樓層為滙豐上海分行。滙豐銀行（中國）有限公司於2007年成立後，該大樓就繼續成為該行總部，直至滙豐中國於2010年遷入位於上海國際金融中心的滙豐銀行大樓為止。2010年5月20日恒生銀行（中國）以5.1億人民幣購入原由滙豐持有的所有樓面。交易隨中國監管當局於11月批准後，該大廈會成為恆生中國總部。2010年11月22日，恒生銀行举行恒生银行大厦揭牌及亮灯仪式，並於2011年首季遷入。
本廈亦是法國外貿銀行及紐約梅隆銀行上海分行所在地（分別為19樓及41樓）。
截止2020年，恒生银行大楼是上海第57高的摩天大楼。

## 交通
- 上海轨道交通
  - 二号线︰陆家嘴站

## 外部連結
- 上海滙豐大廈資料（英文） （页面存档备份，存于）